# Accalathura gigantissima
Accalathura gigantissima is een pissebed uit de familie Leptanthuridae. De wetenschappelijke naam van de soort is voor het eerst geldig gepubliceerd in 1981 door Poore.